# 天城ケイ
天城 ケイ（あまぎ けい）は、日本の小説家。

## 経歴・人物
2015年、第28回富士見書房ファンタジア大賞で投稿作「暗殺教師に純潔を―アサシンズプライド―」が大賞（第1席）を受賞。2016年1月に同受賞作を改題した『アサシンズプライド 暗殺教師と無能才女』で小説家デビューした。2021年に刊行した『蒼と壊羽の楽園少女』はGA15周年プロジェクトの一環である。本人曰く、「世界設定を極端に捻る」ことや、「キャラクター同士の関係性を凝ること」が好きであり、自身の作品にもその姿勢が反映されているという。

## 作品リスト
- 『アサシンズプライド』シリーズ（イラスト: ニノモトニノ、富士見ファンタジア文庫〈KADOKAWA〉、既刊15巻、2016年1月 - ）[6]
- 『蒼と壊羽の楽園少女』（イラスト: 白井鋭利、GA文庫〈SBクリエイティブ〉、全1巻、2021年4月）[7]